# Ilya Ilyin
Pour les articles homonymes, voir Iline.
Ilya Ilyin (en kazakh : Илья Ильин, en transcription française Ilia Iline) est un haltérophile kazakh, appartenant à la minorité ethnique russe du pays, né le 24 mai 1988 à Kyzylorda (alors en URSS). initialement sacré deux fois champion olympique, à Pékin en 2008 et à Londres en 2012, il est par la suite disqualifié pour dopage et ses deux médailles d'or lui sont retirées.

## Carrière
Ilyin a participé aux championnats du monde en 2005 dans la catégorie des moins de 85 kg. Il y a remporté la médaille d'or, soulevant un total de 386 kg. Il a participé dans la catégorie des moins de 94 kg aux championnats du monde haltérophilie en 2006 et a remporté la médaille d'or. Il a soulevé un total de 392 kg. Il a tenté d'établir un record mondial avec 233 kg mais a échoué dans ses deux tentatives.
Il a participé dans la catégorie des moins de 94 kg aux Jeux olympiques d'été de 2008. Il a remporté la médaille d'or, soulevant un total de 406 kg. Il conserve son titre olympique lors des Jeux olympiques de 2012 à Londres, établissant par la même occasion les records du monde du total de la catégorie (418 kg) et de l'épaulé-jeté (233 kg).
Ilyin a participé dans la catégorie des moins de 105 kg aux championnats du monde haltérophilie en 2014 et a remporté la médaille d'or. Il a soulevé un total de 432 kg. 
Il détient également le record du monde de la catégorie des moins de (105 kg) de l'épaulé-jeté (246 kg) et du total (437 kg) établi à Grozny en Russie à l'occasion de la compétition IWF Grand Prix 5th Russian Federation President's Cup le 12 décembre 2015.
Le 16 juin 2016 il est suspendu pour dopage aux anabolisants lors des Jeux olympiques de 2012 par la fédération internationale d'haltérophilie, parmi neuf autres haltérophiles. Le 25 novembre 2016, le CIO annonce sa disqualifications des Jeux olympiques 2008 et 2012, pour cause de dopage au stanozolol et au turinabol, substances détectées après ré-analyse de ses échantillons, et lui retire ses deux médailles d'or. 